# Teodor Currentzis
Teodor Currentzis (24 februari 1972) is een Griekse dirigent en oprichter van het musicAeterna Orchestra & Choir en het Utopia Orchestra. Currentzis werkte ook samen met oa. theatermakers Romeo Castellucci en Robert Wilson.

## Biografie
Currentzis werd geboren in Athene. Hij begon op vierjarige leeftijd pianolessen te volgen. Als zevenjarige krijgt hij daar vioollessen bovenop. Op z'n twaalfde gaat hij naar het conservatorium van Athene, waar hij z'n studies viool voortzet. In 1987, op vijftienjarige leeftijd, studeert hij compositie bij professor George Hadjinikos en in 1989 vervolgt hij die studie bij professor B. Shreck. Van 1994 tot 1999 studeert hij directie aan het Conservatorium van Sint-Petersburg, bij Ilya Musin, waarvoor hij een beurs kreeg van de Alexander Onassis Public Benefit Foundation.
Van 2004 tot 2010 is Currentzis chef-dirigent van het Novosibirsk Opera en Ballet Theater. In 2004 richt hij daar het musicAeterna Orchestra op. Later komt daar het musicAeterna Choir bij.
Currentzis is ook acteur. In 2009 speelt hij de rol van Russische wetenschapper Lev Landau, die in 1962 de Nobelprijs voor Natuurkunde won, in de film Dau van Ilya Khrzhanovsky. Die film maakt deel uit van een mega-project waar verder acteurs als Gérard Depardieu, Willem Dafoe, Charlotte Rampling, kunstenaars als Peter Sellars, Romeo Castellucci, Carsten Höller en Marina Abramović, wetenschappers als David Gross en Shing-Tung Yau en muzikanten als Brian Eno en Robert del Naja van Massive Attack bij betrokken zijn.
In februari 2011 werd Currentzis muziekdirecteur van het Russische Perm Opera en Ballet Theater. Zijn twee muziekensembles - musicAeterna Orchestra en Choir - zijn vanaf dan ook in Perm gevestigd.
Vanaf 2011 is hij ook vaste gastdirigent van het SWR Radiosymfonieorkest en met ingang van het seizoen 2018-2019 wordt hij daar chef-dirigent. In september 2021 kondigt het SWR een verlenging van het contract van Currentzis voor drie jaar aan.
Als regisseur Robert Wilson in 2017 naar de opera van Perm komt met zijn versie van La Traviata van Verdi, wordt het dirigeerwerk voorzien door Currentzis. Deze opvoering sleept drie Golden Masks in de wacht: voor "beste dirigent" (Teodor Currentzis), "beste zangeres" (Nadezhda Pavlova) en "beste licht-design" (Robert Wilson).
In 2018 wordt Currentzis "Commandant in de Orde van de Feniks" in Griekenland. Deze prijs wordt uitgereikt door de Griekse ambassadeur in Moskou.
Met theatermaker Romeo Castellucci werkt hij verschillende keren samen. In 2021 voor een uitvoering van Mozart's Don Giovanni, die in première gaat op de Salzburger Festspiele, waar Currentzis artist-in-residence is. In 2022 gaan zelfs twee opera's van het duo in première op de Festspiele: Bluebeard's Castle van Béla Bartók en De Temporum Fine Comoedia van Carl Orff.
Voor de dansvoorstelling Ink (2023) van choreograaf Dimitris Papaioannou neemt hij met musicAeterna de muziek op van componist Kornilios Selamsis die gebruikt wordt tijdens de voorstelling. Deze productie wordt vertoond in Internationaal Theater Amsterdam, Maison de la Danse in Lyon, National Theatre Taipei, De Singel in Antwerpen, Berliner Festspiele, Grand Theatre Hong Kong en Teatro Central in Sevilla.
Currentzis heeft ook gewerkt als artist-in-residence aan het RUHRtriennale Festival, Lucerne Festival, Festival d'Aix-en-Provence en Wiener Konzerthaus. Hij stond op de podia van muziekzalen zoals Wiener Konzerthaus, Elbphilharmonie Hamburg, Gasteig in München, Philharmonie de Paris, Kölner Philharmonie, Auditorio Nacional in Mexico Stad, Festspielhaus Baden-Baden, La Scala in Milaan, Opéra National de Paris, Bayerische Staatsoper, Opernhaus Zürich, Teatro Real in Madrid en het Bolsjojtheater in Moskou en werkte met orkesten als het Mahler Chamber Orchestra, Berliner Philharmoniker, Wiener Philharmoniker en het Concertgebouworkest.
Aanvankelijk heeft Currentzis een rebels imago, omdat hij op het podium lederen veterlaarzen, skinny jeans en een T-shirt draagt. Hij wordt ook "excentriek" genoemd omdat hij vanuit het orkest dirigeert en zijn podium verlaat. Vanaf 2022 opteert hij er echter voor meer traditionele kleding, waarbij hij verschijnt in zwarte pakken met witte overhemden met manchetten, elegante avondschoenen en een keurig kapsel.

## Onderscheidingen
- 2007: Golden Mask "Special Award of the Musical Theatre Jury" voor Cinderella van Sergej Prokofjev.[42][43]
- 2008: Golden Mask "Special Awards of the Musical Theatre Jury" voor Le Nozze di Figaro van Mozart.[44]
- 2011: Golden Mask "Beste dirigent" voor Alban Berg's Wozzeck.[45][46]
- 2013: Golden Mask "Beste dirigent Opera" voor Mozarts Così fan tutte.[47][48]
- 2013: Golden Mask "Beste dirigent Ballet" voor Sergej Prokofjev's Chout.[49]
- 2015: Golden Mask "Beste dirigent" voor The Indian Queen van Henry Purcell.[50][51]
- 2016: KAIROS Award van de Toepfer Foundation.[52][53]
- 2016: Opernwelt Magazine "dirigent van het jaar".[54]
- 2016: ECHO Klassik award voor "Symphonic Recording" voor de opname van Stravinsky's Le Sacre du Printemps.[55]
- 2017: BBC Music Magazine’s "Opera Award" voor Don Giovanni van Mozart.[56]
- 2017: Golden Mask "Beste dirigent" voor La Traviata van Verdi.[57][58]
- 2017: ECHO Klassik Award voor "Symphonic Recording" voor de dvd van The Indian Queen van Purcell.[59]
- 2018: Golden Mask "Beste dirigent Ballet" voor Cinderella van Prokofjev.[60]
- 2018: Golden Mask "Speciale prijs van de muziektheaterjury" voor Cantos van Aleksey Syumak.[61][62]
- 2019: Bremer Musikfest Preis.[63]
- 2019: Edison Klassiek "Beste orkest voor MusicAeterna o.l.v. Teodor Currentzis voor een opname van Mahlers Symfonie No. 6.[64]

## Producties
- 2004/05 - Aida van Giuseppe Verdi, geregisseerd door Dmitri Tcherniakov.
- 2005/06 - Dido and Aeneas van Henry Purcell.
- 2006/07 - Le Nozze di Figaro van Mozart, geregisseerd door Tatjana Gürbaca.
- 2006/07 - Lady Macbeth van Mtsensk van Dmitri Sjostakovitsj.
- 2007 - Cinderella van Sergej Prokofjev.
- 2008/09 - Macbeth van Verdi, geregisseerd door Dmitri Tcherniakov in Novosibirsk Opera en Ballet Theater en Opéra Bastille.
- 2009/10 - Wozzeck van Alan Berg, geregisseerd door Dmitri Tcherniakov.
- 2009/10 - Don Giovanni van Mozart, geregisseerd door Dmitri Tcherniakov.
- 2010 - The Passenger van Mieczysław Weinberg op de Bregenzer Festspiele, geregisseerd door David Pountney.
- 2010 - Requiem van Alexei Siumak in het Moskouse Kunsttheater.
- 2011 - Così fan tutte van Mozart, in het Perm Opera en Ballet Theater .
- 2012 - Tsjaikovski 's Iolanta en Stravinsky 's Persephone, in het Teatro Real, Madrid.
- 2012 - Macbeth van Verdi, in de Beierse Staatsopera, München.
- 2012 - Chout van Sergej Prokofjev.
- 2013 - The Indian Queen van Purcell.
- 2014 - Nosferatu van Dmitry Kurlyandsky.[65]
- 2014 – Don Giovanni van Mozart.
- 2015 - Orango van Dmitri Sjostakovitsj op het Diaghilev-festival.
- 2016 - La Traviata van Verdi, geregisseerd door Robert Wilson.
- 2017 - La clemenza di Tito van Mozart op de Salzburger Festspiele.
- 2018 - Jeanne d'Arc au bûcher van Arthur Honegger op het Diaghilev Festival.
- 2018 - Cinderella van Prokofjev.
- 2018 - Canto's van Alexey Symak.
- 2021 - Don Giovanni van Mozart, geregisseerd door Romeo Castellucci.
- 2022 - Bluebeard's Castle van Béla Bartók, geregisseerd door Romeo Castellucci.
- 2022 - De Temporum Fine Comoedia van Carl Orff, geregisseerd door Romeo Castellucci.
- 2023 - Ink van Dimitris Papaioannou.

## Discografie
- Purcell: Dido en Aeneas (Alpha, 2008)
- Mozart: Requiem (Alfa, 2011)
- Sjostakovitsj: Symfonie nr. 14 (Alpha, 2011)
- Shostakovich: Piano Concertos; Sonata for Violin and Piano (Harmonia Mundi, 2012)
- Mozart: Le Nozze di Figaro (Sony Classical, 2014)
- Rameau: The Sound of Light (Sony Classical, 2014)
- Mozart: Così fan tutte (Sony Classical, 2014)
- Stravinsky: Le Sacre du Printemps (Sony Classical, 2015)
- Tsjaikovski: Violin Concerto - Stravinsky: Les Noces (Sony Classical, 2016)
- Mozart: Don Giovanni (Sony Classical, 2016)
- Artyomov: Symphony Gentle Emanation (Divine Art, 2016)
- Tsjaikovski: Symfonie nr. 6 (Sony Classical, 2017)
- Mahler: Symfonie nr. 6 (Sony Classical, 2018)
- Beethoven: Symfonie nr. 5 (Sony Classical, 2020)
- Beethoven: Symfonie nr. 7 (Sony Classical, 2021)